# Municipi de Pètritx
El municipi de Pètritx (búlgar: Община Петрич) és un municipi búlgar pertanyent a la província de Blagòevgrad, amb capital a la ciutat homònima. Es troba a sud-oest de la província.
L'any 2011 tenia 54.006 habitants, el 58,8 búlgars i el 5,13% gitanos. La meitat dels habitants del municipi viuen a la capital municipal, Petrich.

## Localitats
El municipi es compon de les següents localitats, a més de la capital:
| - Baskaltsi - Belasitsa - Bogoroditsa - Borovichene - Chuchuligovo - Churilovo - Churicheni - Dolene - Dolna Krushitsa - Dolna Ribnitsa - Dolno Spanchevo - Dragush - Drangovo - Drenovitsa - Drenovo - Gabrene - Gega - General Todorov - Gorchevo - Ivanovo - Karnalovo - Kavrakirovo - Kamena - Kapatovo - Kladentsi - Klyuch - Kolarovo | - Krandzhilitsa - Kromidovo - Kukurahtsevo - Kulata - Marikostinovo - Marino Pole - Mendovo - Mitino - Mihnevo - Novo Konomladi - Parvomay - Pravo Bardo - Ribnik - Rupite - Razhdak - Samuilova Krepost - Samuilovo - Skrat - Starchevo - Strumeshnitsa - Tonsko Dabe - Topolnitsa - Vishlene - Volno - Yavornitsa - Yakovo - Zoychene |